# Diocèse des Côtes-du-Nord
Cet article court présente un sujet plus développé dans : Diocèse de Saint-Brieuc et Ancien diocèse de Tréguier.
Le diocèse des Côtes-du-Nord est un ancien diocèse de la Métropole du Nord-Ouest de l'Église constitutionnelle en France. Créé par la constitution civile du clergé de 1790. Il couvrait le département des Côtes-du-Nord et le siège épiscopal était Saint-Brieuc. L'unique titulaire en fut Jean-Marie Jacob et il est supprimé à la suite du concordat de 1801.  

## Sources
- Notices d'autorité :   - VIAF
  - BnF (données)
  - IdRef